# Warffum

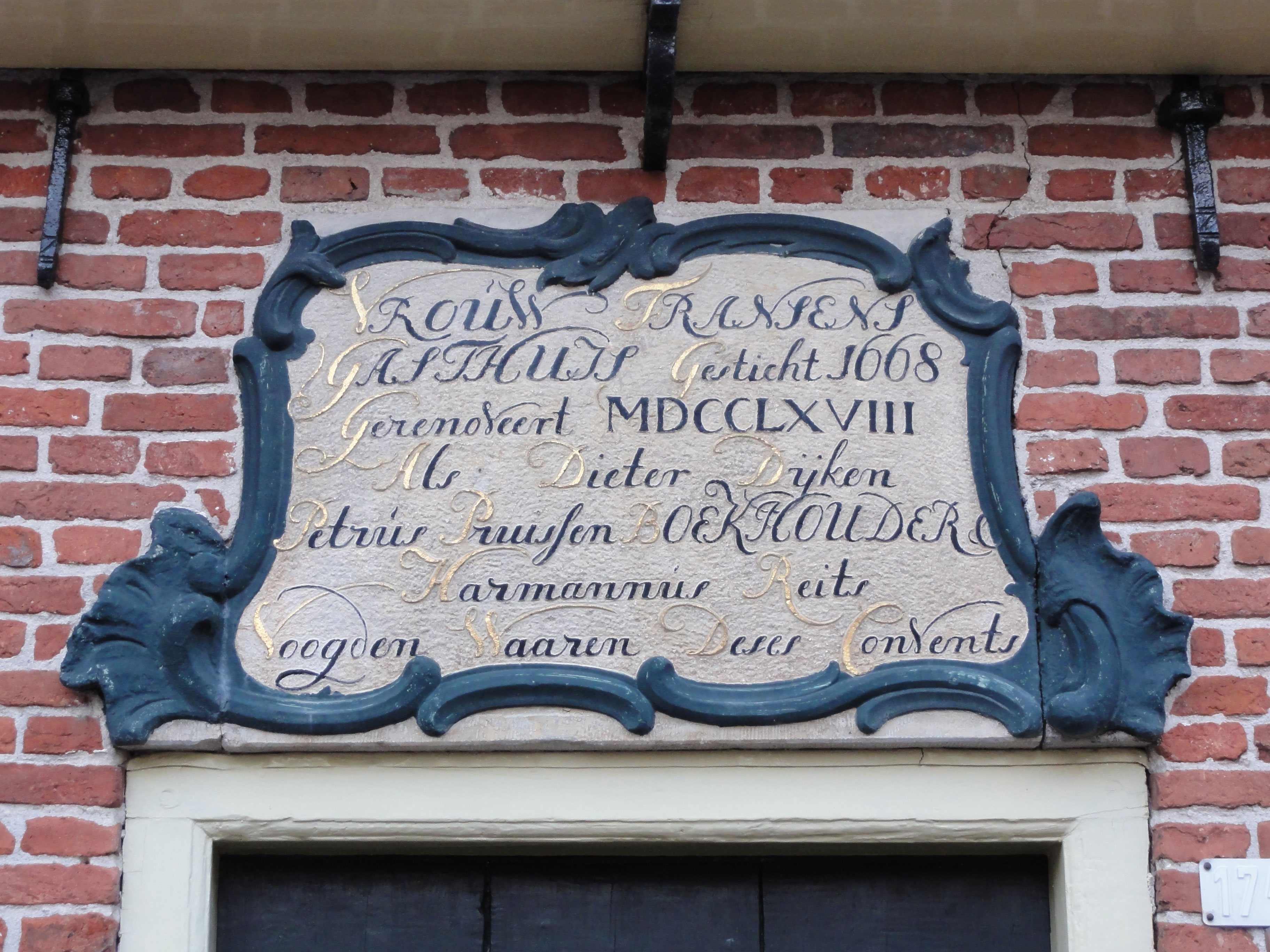
Insegna in un edificio di Warffum

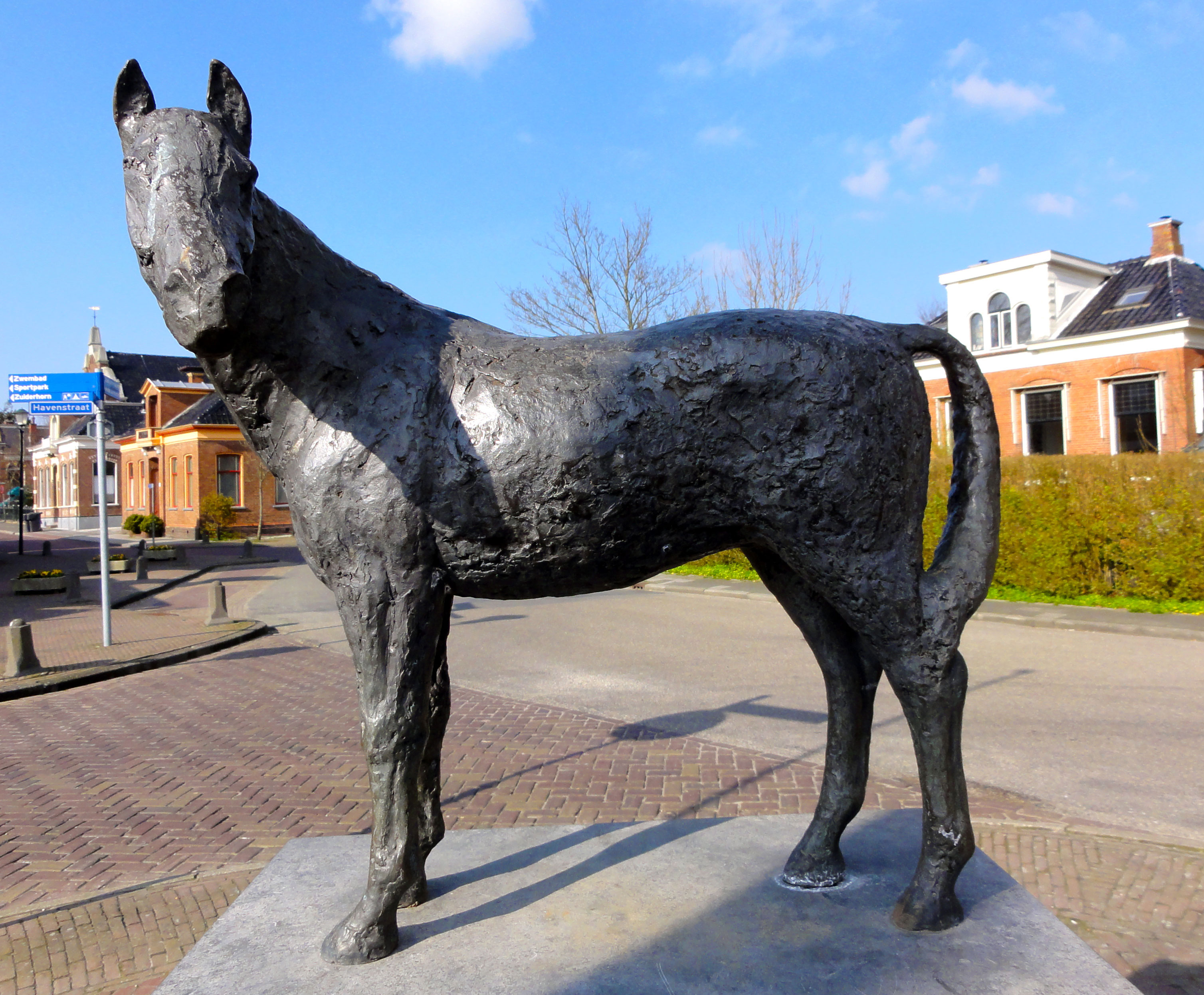
Scultura a Warffum

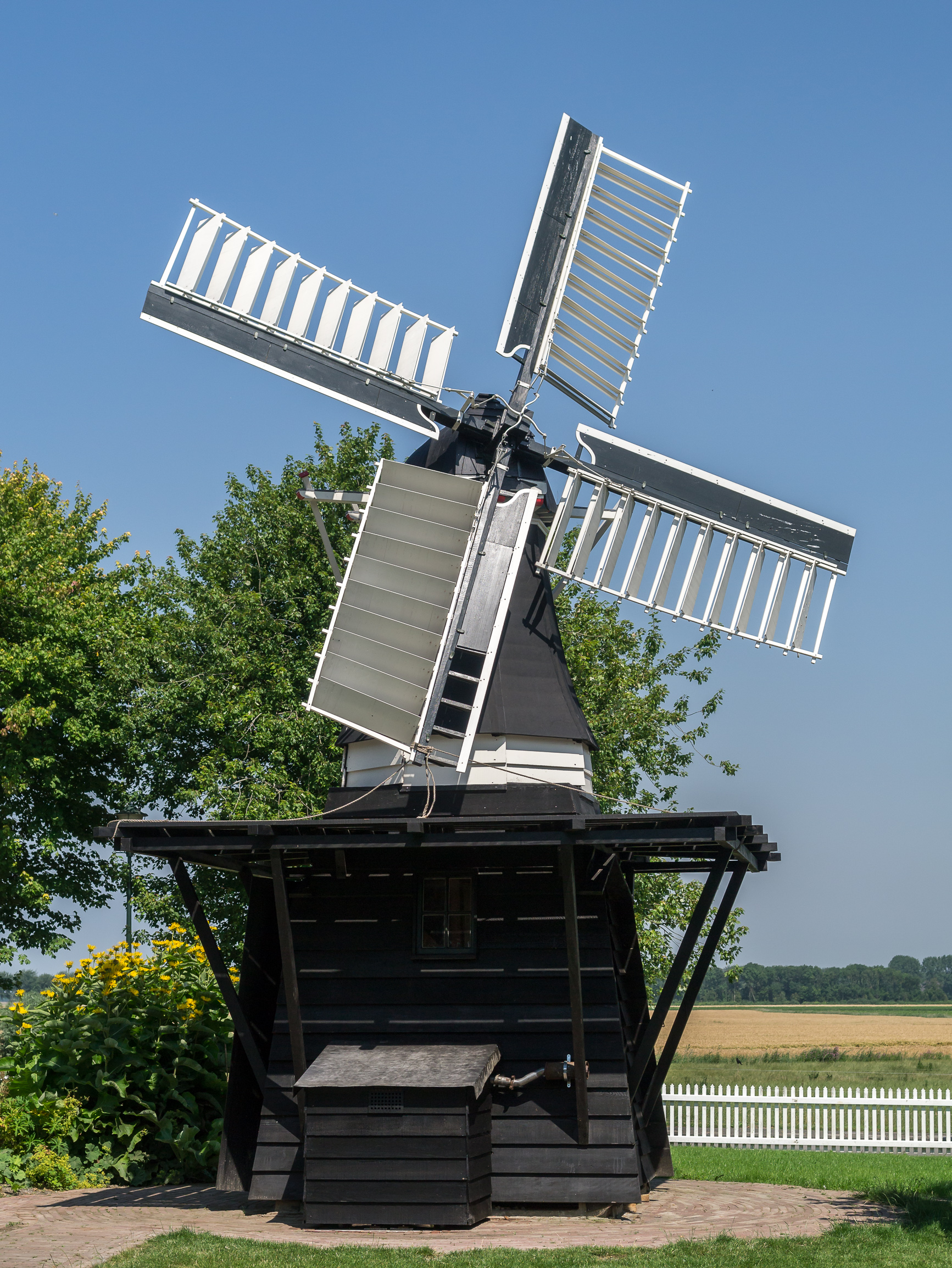
Il mulino "De David" all'Openluchtmuseum Het Hoogeland

Warffum  (in Gronings: Waarvum) è una località di circa 2.100 abitanti del nord-est dei Paesi Bassi, facente parte della provincia di Groninga e situata nella regione di Hoogeland. Dal punto di vista amministrativo, si tratta di un-ex comune, dal 1990 accorpato alla municipalità di Eemsmond, comune a sua volta inglobato nel 2019 nella nuova municipalità di Het Hogeland..

## Geografia fisica
Warffum si trova a circa metà strada tra Pieterburen ed Uithuizen (rispettivamente ad est della prima e ad ovest della seconda), a circa 15 km a nord-est di Wehe-den Hoorn e a circa 10 km a nord di Winsum.

## Storia

### Dalle origini ai giorni nostri
Nel VI secolo a.C., la zona in cui sorge il villaggio si trovava lungo la costa.
Nel XIII secolo, furono costruite in zona le prime dighe.
Sempre nel corso del XIII secolo, fu costruito a Warffum un monastero da monaci dell'ordine di San Giovanni.
Nel 1509, fu costruita a Warffum una fortezza, l'Asingaborg o Asingaheerd o Warffumborcht.
|  |

Warffum divenne un comune tra il 1803 e il 1811.

### Simboli
Lo stemma di Warffum raffigura una spada su sfondo rosso, con ai lati due croci di Malta.
Questo stemma raffigura la giustizia (la spada), mentre le croci sono riconducibili agli stemmi dei monasteri della zona dedicati a San Giovanni.

## Monumenti e luoghi d'interesse
Warffum conta 41 edifici classificati come rijksmonumenten.

## Società

### Evoluzione demografica
Al censimento del 2010, Warffum contava una popolazione pari a 2.150 abitanti, di cui 1.080 erano uomini e 1.070 erano donne.
La località ha quindi conosciuto un lieve decremento demografico rispetto al 2009, quando contava 2.180 abitanti e al 2008, quando ne contava 2.170.

## Cultura

### Musei

#### Openluchtmuseum Het Hoogeland
Tra i luoghi d'interesse di Warffum, vi è l'Openluchtmuseum Het Hoogeland, un museo all'aperto in cui sono esposti 20 edifici della regione di Hoogeland.

## Geografia antropica

### Suddivisione amministrativa
Buurtschappen
- Breede

Hanno inoltre lo stesso indirizzo postale di Warffum anche le isole di Rottumeroog e Rottumerplaat.